# Joy Trip
「Joy Trip」（ジョイ・トリップ）は、BENNIE Kの11枚目のシングル。2006年11月8日発売。

## 解説
- 前作「Sky」の発売から約1年2ヶ月後にリリースされた。
- 1曲目の「Joy Trip」はカントリー調の曲でハ長調。ミュージック・ビデオは次作「1001Nights」のDVD付きバージョンに収録。
- 2曲目の「SATISFACTION」はThe Rolling Stonesの同名曲をアレンジ。原曲は変ホ長調であるのに対し、BENNIE Kのものは変ロ長調（ラ（A）のフラットがない）。au by KDDIのCMソングとして2006年9月～2007年1月に頻繁に放送された。また、auでは2006年11月に携帯専用サイト上で特集を組んでおり、LISMO Music Storeでは2006年10月、携帯用の特設サイトでは11月1日時点で無料配信されていた。
- 2曲ともにアルバム『THE WORLD』に収録。「SATISFACTION」には更にアレンジが加えられている。

## 収録曲
1. Joy Trip
  - 作詞：BENNIE K／作曲：BENNIE K、HAMMER、Mine-Chang／編曲：HAMMER、Mine-Chang
  - レコード会社直営♪サウンドCMソング
2. SATISFACTION
  - 作詞・作曲：Mick Jagger、Keith Richards／編曲：Mine-Chang
  - au by KDDI CMソング